# Тарту (міське самоврядування)
Та́рту (ест. Tartu linn) — міське самоврядування в Естонії, адміністративна одиниця в повіті Тартумаа, утворена під час реформи 2017 року шляхом об'єднання міського муніципалітету Тарту та волості Тягтвере.

## Географічні дані
Площа муніципалітету — 154 км2, чисельність населення на 1 січня 2017 року становила 99503 особи.

## Населені пункти
Адміністративний центр — місто Тарту.
На території самоврядування також розташовані:
2 селища (alevik): Ілматсалу (Ilmatsalu), Мяр'я (Märja);
10 сіл (küla): Ворбузе (Vorbuse), Гааґе (Haage), Ілматсалу (Ilmatsalu), Кандікюла (Kandiküla), Кардла (Kardla), Пігва (Pihva), Рагінґе (Rahinge), Ригу (Rõhu), Тюкі (Tüki), Тягтвере (Tähtvere).